# 나다치촌
나다치촌(名立村)은 니가타현 니시쿠비키군에 있던 촌이다.

## 역사
- 1889년 4월 1일 - 정촌제 시행에 수반해 니시쿠비키군 나다치촌이 성립하였다.
- 1927년 2월 8일 - 폭설로 니시다치 부근에서 눈사태 발생. 민가 5채가 무너져 12명 사망.
- 1955년 11월 1일 - 나다치촌과 합병해, 새로운 나다치촌이 신설되어 소멸하였다.

## 참고문헌
- 『市町村名変遷辞典』東京堂出版、1990年。